# Babacar (chanson)
Pour les articles homonymes, voir Babacar (homonymie).
Singles de France Gall
Cézanne peint
(1985) Ella, elle l'a
(1987)
Pistes de Babacar
Dancing Brave J'irai où tu iras
Babacar est une chanson de France Gall, sur une musique et des paroles de Michel Berger, sortie en 1987, puis dans l'album Babacar la même année. D'inspiration humanitaire, la chanson est écrite à la suite d'un séjour de France Gall et Michel Berger au Sénégal. En France, le titre se classe à la onzième place du Top 50.

## Histoire
Au cours d'un séjour au Sénégal en 1986, France Gall fait la connaissance d'une jeune mère de famille dénommée Fatou et de son bébé, Babacar Sall. Quittée par son compagnon, la jeune étudiante s'est retrouvée seule et sans ressource pour élever son enfant. Elle propose à France Gall de le prendre et de l'élever à sa place. Choquée, France Gall prend des photos de l'enfant et décide d'y réfléchir.
De retour en France, elle en parle à son mari Michel Berger et ils prennent la décision de ne pas faire cette adoption mais d'aider financièrement et matériellement la jeune mère et son fils. Touché par cette histoire et le désarroi de sa femme, Michel Berger écrit la chanson Babacar. En janvier 1987, ils se rendent à nouveau à Dakar pour tourner le clip de cette chanson et revoient à cette occasion Fatou et son enfant. Après leur avoir trouvé un appartement, le couple finance les études de couturière de la jeune femme ainsi que l'avenir de son fils. Ils les rencontreront une nouvelle fois en 1992.

## Reprises
En 2009, la chanteuse belge Kate Ryan sort une reprise de Babacar.

## Classements

### France Gall
| Classement (1987-88)                 | Meilleure position |
| ------------------------------------ | ------------------ |
| France (SNEP)                        | 11                 |
| Suisse (Schweizer Hitparade)         | 27                 |
| Allemagne de l'Ouest (Media Control) | 14                 |

| Classement (2018) | Meilleure position |
| ----------------- | ------------------ |
| France (SNEP)     | 27                 |

### Reprise de Kate Ryan
| Classement (2009)                      | Meilleure position |
| -------------------------------------- | ------------------ |
| Belgique (Flandre Ultratop 50 Singles) | 17                 |
| Suède (Sverigetopplistan)              | 27                 |
| Espagne (PROMUSICAE)                   | 21                 |
| Allemagne de l'Ouest (Media Control)   | 28                 |
| Autriche (Ö3 Austria Top 40)           | 53                 |